# Коммунаровский сельсовет (Минская область)
Коммунаровский сельсовет — административная единица на территории Любанского района Минской области Республики Беларусь.

## Состав
Коммунаровский сельсовет включает 10 населённых пунктов:
- Заберезинец — деревня.
- Коммуна — деревня.
- Константиновка — деревня.
- Красная Поляна — посёлок.
- Красное — посёлок.
- Кузьмичи — деревня.
- Кутенка — деревня.
- Нежин[бел.] — деревня.
- Обоз — деревня.
- Сосны — деревня.